# Oligothrips oreios
Oligothrips oreios е вид насекомо от разред Трипси (Thysanoptera), семейство Adiheterothripidae.

## Разпространение
Среща се в Северна Америка.